# Maylandia
Maylandia is een geslacht van straalvinnige vissen uit de familie van de cichliden (Cichlidae).

## Soorten
- Maylandia aurora (Burgess, 1976)
- Maylandia barlowi (McKaye & Stauffer, 1986)
- Maylandia benetos (Stauffer, Bowers, Kellogg & McKaye, 1997)
- Maylandia callainos (Stauffer & Hert, 1992)
- Maylandia chrysomallos (Stauffer, Bowers, Kellogg & McKaye, 1997)
- Maylandia cyneusmarginatus (Stauffer, Bowers, Kellogg & McKaye, 1997)
- Maylandia elegans (Trewavas, 1935)
- Maylandia emmiltos (Stauffer, Bowers, Kellogg & McKaye, 1997)
- Maylandia estherae (Konings, 1995)
- Maylandia flavifemina (Konings & Stauffer, 2006)
- Maylandia glaucos (Ciccotta, Konings & Stauffer, 2011)
- Maylandia greshakei (Meyer & Förster, 1984)
- Maylandia hajomaylandi (Meyer & Schartl, 1984)
- Maylandia heteropicta (Staeck, 1980)
- Maylandia lanisticola (Burgess, 1976)
- Maylandia livingstonii (Boulenger, 1899)
- Maylandia lombardoi (Burgess, 1977)
- Maylandia mbenjii (Stauffer, Bowers, Kellogg & McKaye, 1997)
- Maylandia melabranchion (Stauffer, Bowers, Kellogg & McKaye, 1997)
- Maylandia mossambica (Ciccotta, Konings & Stauffer, 2011)
- Maylandia nkhunguensis (Ciccotta, Konings & Stauffer, 2011)
- Maylandia phaeos (Stauffer, Bowers, Kellogg & McKaye, 1997)
- Maylandia pursa (Stauffer, 1991)
- Maylandia pyrsonotos (Stauffer, Bowers, Kellogg & McKaye, 1997)
- Maylandia sciasma (Ciccotta, Konings & Stauffer, 2011)
- Maylandia thapsinogen (Stauffer, Bowers, Kellogg & McKaye, 1997)
- Maylandia xanstomachus (Stauffer & Boltz, 1989)
- Maylandia xanthos (Ciccotta, Konings & Stauffer, 2011)
- Maylandia zebra (Boulenger, 1899) – Malawi-zebracichlide